# Alka Patel
Alka Patel ist eine US-amerikanische Kunsthistorikerin und Associate Professor an der University of California, Irvine.

## Leben
Patel erhielt ihren Bachelor am Mount Holyoke College und ihren PhD an der Harvard University. Ihre Forschung fokussiert sich auf Südasien und seine Verbindungen zum Iran und Zentralasien auf Überland- und maritimen Netzwerken. Sie befasst sich weiter mit der islamischen Geschichte des Maghreb und der islamischen Diaspora in der Neuen Welt.

## Werke (Auswahl)

### Monographien
- Building Communities in Gujarat: Architecture and Society during the Twelfth-Fourteenth Centuries. 1. Auflage. Brill, Boston 2004, ISBN 90-04-13890-0.
- The Architecture of the Indian Sultanates. Marg, 2006, ISBN 81-85026-75-0 (116 S.).

### Als Herausgeberin
- Alka Patel (Hrsg.): Indo-Muslim Cultures in Transition. BRILL, 2011, ISBN 978-90-04-21887-1.
- Alka Patel (Hrsg.): Communities and Commodities: Western India and the Indian Ocean, 11th–15th Centuries. 2007.
- Alka Patel, Daryāyī, Tūraǧ (Hrsg.): India and Iran in the „Longue Durée“. 2004.